# Clemens Plassmann
Clemens Plassmann (* 2. Februar 1894 in Warendorf; † 26. April 1970 in Düsseldorf) war ein deutscher Bankmanager und lange Zeit Mitglied der Vorstände von Karstadt sowie der Deutschen Bank. Er ist der Sohn des Astronomen Joseph Plassmann (1859–1940) und der Vater des Bibliothekars und Bibliothekswissenschaftlers Engelbert Plassmann.

## Leben
Nach dem Studium in Freiburg und Münster nahm Plassmann am Ersten Weltkrieg teil. Er war Soldat im  13. Infanterie-Regiment und schloss erst nach Kriegsende sein Studium mit der Promotion zum Dr. jur. ab. 1921 trat er in die Dortmunder Zweigstelle des Barmer Bankvereins ein. Nach der Verschmelzung des Barmer Bankvereins mit der Commerzbank 1932 wechselte er nach Berlin, wo er von 1932 bis 1940 die Sanierung der Rudolf Karstadt AG leitete. Auf Vermittlung des Bankmanagers Karl Kimmich trat Plassmann am 1. Juli 1940 in den Vorstand der Deutschen Bank in Berlin ein, dem er bis Kriegsende angehörte. Als überzeugter Katholik stand er dem Nationalsozialismus von Anfang an kritisch gegenüber. Bald kam er auch in Kontakt mit verschiedenen Widerstandskreisen. Mit dem 1945 hingerichteten Hans Koch verband ihn persönliche Freundschaft. Über das Kloster Ettal fand er Zugang zu kirchlichen Widerstandskreisen, die sich um den damaligen Abt Angelus Kupfer (1900–1951) und den Ettaler Cellerar P. Johannes Albrecht zusammengefunden hatten. Kontakt bestand unter anderem zu Josef Müller („Ochsensepp“). 
Nach dem Ende der NS-Diktatur wirkte Clemens Plassmann – seit 1952 als Vorstand – maßgeblich beim Wiederaufbau der Rheinisch-Westfälischen Bank mit, die 1957 wieder in die Deutsche Bank integriert wurde. Von 1957 bis 1960 war er erneut im Vorstand der  Deutschen Bank.
Kunstsinnig und vielseitig interessiert tat er sich zeitlebens hervor als Förderer von Kunst und Wissenschaft sowie als Dichter und Familienforscher. 1955 wurde auf seine Initiative der Verein zur Förderung des Franz Joseph Dölger-Instituts an der Rheinischen Friedrich-Wilhelms-Universität Bonn e. V. gegründet, der seitdem das im selben Jahr von Theodor Klauser gegründete Franz Joseph Dölger-Institut unterstützt. Im Jahr 1964 errichtete er im Andenken an seinen früh verstorbenen Sohn eine Stipendienstiftung Physik und Mathematik.
Unter dem Pseudonym C. Palm-Nesselmanns (Anagramm seines Namens) veröffentlichte er vielzeilige Schüttelreimgedichte, teilweise in lateinischer Sprache. Ein Gedicht ist Hans Koch gewidmet, „der am 24. April 1945 als eines der letzten Gestapo-Opfer für Deutschland gestorben ist“ (Stuttgart 1967). Die lateinischen Chronogramm- und Gelegenheitsgedichte der Chronogrammata et versiculi geben einen Einblick in die Breite seines Freundes- und Bekanntenkreises. Im dritten Heft (1965) sind beispielsweise Verse für die Schriftsteller Ernst Jünger und Rudolf Alexander Schröder, für Altertumswissenschaftler und Bankiers, für den Chemie-Nobelpreisträger Adolf Butenandt und viele andere gesammelt.

## Werke
- Die deutschen Kriegsgefangenen in Frankreich 1914–1920. Beiträge zur Handhabung und zum Ausbau des internationalen Kriegsgefangenenrechtes. Reichsvereinigung ehemaliger Kriegsgefangener, Berlin 1921.
- mit Martha Plassmann: Ottilie Plassmann geb. Sommer. Plaudereien und Erzählungen. Münster 1934.
- Chronogrammata et Versiculi. Laupp, Tübingen 1949.
- als Herausgeber: Johann Friedrich Joseph Sommer. Die Brautbriefe des Westphalus Eremita. Steffen, Limburg an der Lahn 1950.
- Heinrich Sommer 1841–1863. Leben und Umwelt. Scherpe, Krefeld 1951.
- Neujahrssprüche 1942–1955. Scherpe, Krefeld 1955.
- Mein lieber Franz! Briefe an einen westfälischen Studenten 1796–1799. Ein familiengeschichtlicher Versuch. Aschendorff Verlag, Münster 1956.
- als C. Palm-Nesselmanns: Schüttelreime. 2. Auflage. Scherpe, Krefeld 1957.
- als C. Palm-Nesselmanns: Vokalstudien. Spiele, Beispiele, Bausteine. Scherpe, Krefeld 1959.
- Ahnen und Enkel des Astronomen Joseph Plassmann. Ein Gedenkblatt zum 100. Jahrestage seiner Geburt. Busche, Dortmund 1959.
- Chronogrammata et Versiculi. Altera Pars. Laupp, Tübingen 1959.
- als C. Palm-Nesselmanns: Schüttelreime. Neue Folge. Scherpe, Krefeld 1960.
- Chronogrammata et Versiculi. Tertia Pars. Laupp, Tübingen 1965.
- als C. Palm-Nesselmanns: Schüttelreime. Deutsche Verlags-Anstalt, Stuttgart 1967.
- Reisig aus dem Steigerwald. Selbstverlag, um 1969.
- Oratiunculae 1951–1961.